# Turdina estriada
La turdina estriada (Kenopia striata) és un ocell de la família dels pel·lorneids (Pellorneidae) i únic del gènere Kenopia G.R. Gray, 1869.

## Hàbitat i distribució
Habita el sotabosc de la selva pantanosa de les terres baixes al sud de Tailàndia, Malaia, est de Sumatra i Borneo.